# پرسی لیزا
کارلوس پرسی لیزا اسپینوزا (انگلیسی: Carlos Percy Liza Espinoza؛ زادهٔ ۱۰ مهٔ ۲۰۰۰) بازیکن فوتبال اهل پرو است که برای باشگاه فوتبال اسپورتینگ کریستال بازی می‌کند.